# Fort William (udde)
Fort William är en udde i Antarktis. Den ligger i Sydshetlandsöarna. Argentina, Chile och Storbritannien gör anspråk på området.
Terrängen inåt land är kuperad österut, men västerut är den platt. Havet är nära Fort William åt sydväst.  Trakten är glest befolkad. Närmaste befolkade plats är Maldonado Station, 8,3 kilometer väster om Fort William. 